# Die Very Rough
„Die Very Rough” – singel amerykańskiego piosenkarza Mario Judaha, wydany 25 czerwca 2020 r. Piosenka początkowo nie cieszyła się popularnością do czasu kiedy stała się virallem na platformie TikTok pod koniec roku 2020.

## Tło
Mario Judah przesłał swój debiutancki singel „Crush” na SoundCloud 19 czerwca 2020 r. Potem nastąpiło wydanie „Die Very Rough” na początku on sam jak i jego utwory nie cieszyły się popularnością, dopiero po wydaniu teledysku do „Die Very Rough” we wrześniu singel stał się viralem.

## Teledysk
Teledysk do piosenki został opublikowany 24 września 2020 r. na kanale One Room Media na YouTube. Przedstawia on Judaha w ciemnym opuszczonym pomieszczeniu wokół metalowych łańcuchów. Film do dziś zdobył ponad 25 milionów wyświetleń (stan na październik 2021 r.).

## Opis
W „Die Very Rough” Judah śpiewa o znalezieniu i brutalnym zabiciu swojego wroga. Teksty te były porównywane w memach do złoczyńców Disneya.
Z makabrycznymi treściami tekstów, które zasadniczo przypominają współczesną muzykę rap, Judah stworzył swój własny, unikalny, ostry styl muzyczny, nasycony emocjonalną wymową i niekonwencjonalnym doborem słów, który łączy mainstreamową muzykę trap z nu-metalem, rockiem i innymi wyraźnie różniącymi się gatunkami.
Śpiew i rapowanie Judaha przypominają akcent środkowoatlantycki, stąd pojawiły się virallowe memy w mediach społecznościowych, które porównują Mario do złoczyńców z kreskówek. Akcent ten jest rodzajem mieszanki brytyjskiego i amerykańskiego angielskiego, który był szczególnie popularny w Złotym Wieku Hollywood.

## Odbiór
Billboard i Google umieściły piosenkę na 75. miejscu na swojej liście Top 100 Hummed Songs of 2020 in the United States. Piosenka dotarła również na szczyt listy Spotify Global Viral 50 z 15 października 2020 r. Sam utwór na Spotify zdobył ponad 70 milionów odsłuchań. 